# Casca
Casca là một đô thị thuộc bang Rio Grande do Sul, Brasil. Đô thị này có diện tích 271,74 km², dân số năm 2007 là 8381 người, mật độ 30,84 người/km².